# Mense épiscopale
La mense épiscopale est un établissement public du culte.

## En France
La mense épiscopale est la part des biens et revenus d’un évêché, etc., affecté à l'entretien de l'évêque. Les menses épiscopales sont supprimées par la loi de séparation des Églises et de l'État en 1905.
Elles sont remplacées par les associations diocésaines.

### En Alsace-Moselle
En 1905, lors de la séparation des Églises et de l'État, les départements de la Moselle, du Haut-Rhin et du Bas-Rhin faisaient partie de l’Empire allemand et ne furent donc pas soumis à ces dispositions législatives. Après le retour à la France, l’Alsace-Moselle conserve certaines dispositions législatives, notamment les menses.
Le tribunal des conflits définit la mense épiscopale comme :
« [La mense], organe du culte catholique reconnu d’Alsace-Moselle, est un établissement public du culte chargé de gérer, sous l’autorité de [l’ archevêque de Strasbourg ou de l'évêque de Metz], les biens du diocèse. »
« Les menses épiscopales sont chargées de l’administration des biens du diocèse et de la représentation de ses intérêts. Elles constituent, à ce titre, des établissements publics sui generis, souvent assimilés à des établissements publics administratifs du fait de sa nature d’établissement public du culte. »
La mense épiscopale de l'archevêché de Strasbourg, localisée au 16 rue Brulée à Strasbourg est enregistrée sous le SIREN 186 708 707 et comporte 6 établissements secondaires :
1. 16 rue Brulée à Strasbourg,
2. Mont Saint Odile à Ottrott,
3. 27 rue des Juifs à Strasbourg,
4. 15 rue des Écrivains à Strasbourg,
5. Dusenbach à Ribeauvillé,
6. 17 rue de la Cigale à Mulhouse.

La mense épiscopale de l’évêché de Metz, localisée au 15 place Sainte Glossinde à Metz est enregistrée sous le SIREN 185 722 907 et comporte 1 seul établissement.